# 加輦邦永安宮
23°11′53″N 120°15′01″E / 23.197952°N 120.250160°E
加輦邦永安宮，是位於臺灣台南市麻豆區北勢里的廟宇，以祭拜製糖用的石車（蔗車）聞名。

## 傳說由來
地方耆老說廟內的二粒石車原來在嘉慶年間放於麻豆大山腳部落，但後因該地鹽分重無法種甘蔗，於是將石車用牛車載運到寮仔安裝製糖。當這二粒石車用拖運到今麻豆北勢里加輦邦處土路時，牛車忽然停止。事後有乩童指出石頭公要在此定居，地方民眾就搭起草寮供奉，尊稱為「石車公」。
另一說，真理大學麻豆校區台灣文學系講師詹評仁訪問已故的地方耆老郭黃轉述，石車原先是放在北勢里買郎宅附近一座糖廍，後因遭大火肆虐，遂搬運運往當地，同樣也是在現廟址不動而建廟。永安宮管員會主任委員莊福定解釋，石車公傳說因時代久遠，或許訛傳與當時背景有些出入，但也正代表先人對於信仰多元展現，正是在地宗教文化特色。
1923年正式建廟，幾經重建。1949年重脩，並將神明改稱「石府千歲」。

## 祭祀活動
當地人將此神明視為道路之神、水中之神，相信可以庇佑行車交通。每年農曆正月十五祭祀。
《南瀛辟邪物誌》作者黃文博指出石車是相當常見的辟邪物。從事田野調查多年的詹評仁表示，早期永安宮附近是平埔族出沒地點，認為石車崇拜是原漢文化互動的縮影；麻豆文史工作室陳哲雄則認為地方祭拜石車是出於感謝之情。

## 類似廟宇
新營的挖仔朝隆宮、將軍北埔的石公石婆等皆有供奉。
嘉義縣朴子市大槺榔的石車堂有祭拜石磨，以農曆八月十五為石車公聖誕。廟誌記最先是農民祭拜，後來還雕塑金身。信眾擔心被竊，就將石車鑲在供桌下。大家樂風行時曾風光一時。